# Elisabeth Louise Juliane von Pfalz-Zweibrücken
Elisabeth Louise Juliane von Pfalz-Zweibrücken (* 16. Juli 1613 in Heidelberg; † 29. März 1667 in Herford) war eine Titular-Pfalzgräfin von Zweibrücken und ab 1649 bis zu ihrem Tod als Elisabeth II. Fürstäbtissin des reichsunmittelbaren Stifts Herford.

## Leben
Elisabeth Luise Juliane war das älteste Kind des Herzogs und Pfalzgrafen Johann II. von Zweibrücken (1584–1635) aus dessen zweiter Ehe Luise Juliane (1594–1640), Tochter des Kurfürsten Friedrich IV. von der Pfalz.
Sie wurde mit Unterstützung des brandenburgischen Kurfürsten Friedrich Wilhelm am 18. Juli 1649 zur Äbtissin des reformierten Stifts Herford gewählt, nachdem ihre Vorgängerin Sidonia von Oldenburg wegen ihrer Verheiratung aus dem Amt geschieden war.
Elisabeth Louise Juliane starb 1667 im Amt und wurde in Herford bestattet. Nachfolgerin wurde ihre Cousine und Koadjutorin Elisabeth von der Pfalz.